# Nicolás Monardes
Nicolás Bautista Monardes Alfaro (Sevilla, ca. 1508 - Sevilla, 10 d'octubre de 1588) va ser un metge i botànic espanyol.

## Biografia
Monardes va estudiar medicina a Alcalá de Henares, on va obtenir el títol de batxiller en 1533, formant-se en l'humanisme d'Antonio de Nebrija, i es va doctorar a la Universitat de Sevilla (1547). En aquesta ciutat va exercir la professió de metge amb gran èxit i va reunir un important herbari, conreant a més diverses plantes americanes en el seu propi hort, i també es va embarcar en diversos negocis mercantils, especialment en relacionats amb el comerç de medicines i el tràfic d'esclaus.
Monardes va publicar un gran nombre de llibres. A Diálogo llamado pharmacodilosis (1536) va examinar l'humanisme i va suggerir l'estudi profund i directe en la seva llengua original dels tractadistes clàssics, principalment de Dioscòrides Pedaci. Va discutir sobre la importància del grec i de l'àrab en la medicina a De Secanda Vena in pleuriti Inter Grecos et Arabes Concordia (1539), aplicant-ho a la controvèrsia que hi havia en el seu temps sobre la propietat de la sagnia aplicada a l'anomenat mal de costat o pleuresia, tema polèmic llavors entre els metges seguidors de l'humanisme i els de tendència arabitzant. De Rosa et partibus eius (1540) va ser un tractat sobre la rosa i els fruits cítrics. També va estudiar la neu (Tratado de la nieve y del beber frío, 1571) i el ferro (Dialogo de las grandezas del hierro y de sus virtudes medicinales, 1574) i va escriure un Tratado de la Piedra Bezaar y de la yerua escuerçonera.
El seu treball més significatiu i conegut va ser Historia medicinal de las cosas que se traen de nuestras Indias Occidentales, publicat en tres parts sota diversos títols (de 1565, 1569 i completat el 1574, i reimprès sense canvis el 1580). Aquest va ser traduït al llatí per Clusius (Charles de l'Écluse, 1526-1609) i a l'anglès per John Frampton. En aquesta obra es va proposar estudiar i experimentar amb els productes i medicines del Nou Món per explorar les seves propietats farmacològiques, aprofitant que Sevilla era el port d'entrada al Vell Món des de les Índies Occidentals. Per això, Monardes va conrear en el seu hort plantes americanes i va descriure per primera vegada moltes espècies com el card sant, xalapa, el sassafràs, el guaiac, el pebre, la canyella d'Índies, el tabac, el bàlsam de Tolú, etc., entre altres conegudes i descrites imperfectament o incorrecta. Familiaritzà els europeus amb plantes tan importats com la pinya tropical, el cacauet, el blat de moro, la patata, la coca o la sarsa. La seva contribució a la farmacognòsia va ser molt rellevant, com demostra l'enorme interès despertat per la seva obra: en poc més de cent anys les seves obres van arribar a 42 edicions en sis idiomes.
Monardes va ser el primer autor conegut a informar i descriure el fenomen de la fluorescència, llavors desconegut, en el seu llibre Historia Medicinal (Sevilla, 1565). Hi descriu l'estrany comportament de certes infusions de Lignum nephriticum.

## Llista de treballs de Monardes
- 1536: Diálogo llamado pharmacodilosis[4]
- 1539: De Secanda Vena in pleuriti Inter Grecos et Arabes Concordia[5]
- 1540: De Rosa et partibus eius[6]
- 1569: Dos libros, el uno que trata de todas las cosas que se traen de nuestras Indias Occidentales, que sirven al uso de la medicina, y el otro que trata de la piedra bezaar, y de la yerva escuerçonera. Sevilla: Hernando Diaz.[7]
- 1571: Segunda parte del libro des las cosas que se traen de nuestras Indias Occidentales, que sirven al uso de la medicina; do se trata del tabaco, y de la sassafras, y del carlo sancto, y de otras muchas yervas y plantas, simientes, y licores que agora nuevamente han venido de aqulellas partes, de grandes virtudes y maravillosos effectos. Sevilla: Alonso Escrivano, 1571[8]
- 1574: Primera, segunda y tercera partes de la historia medicinal de las cosas que se traen de nuestras Indias Occidentales, que sirven en medicina; Tratado de la piedra bezaar, y dela yerva escuerçonera; Diálogo de las grandezas del hierro, y de sus virtudes medicinales; Tratado de la nieve, y del beuer frío. Sevilla: Alonso Escrivano[9]
- 1580: Reimpresión la publicación de 1574. Sevilla: Fernando Díaz[10]